# Анциферово (Московская область)
Анци́ферово — деревня в Орехово-Зуевском районе Московской области, расположена недалеко от г. Куровское, в 82 км от г.Москвы. Население — 451 чел. (2010).
Соседние населенные пункты: д.Яковлевская, д.Давыдово, д.Слободище и г.Куровское. 

## География
Климат умеренно континентальный. Средняя температура зимой -10С, летом +17С. Осадков 450-650 мм. в год.
Рельеф местности равнинный. Почвы подзолистые. Леса занимают половину территорий, что благоприятно сказывается на экологической обстановке.     

## История
Впервые деревня была упомянута в писцовой книге 1623 г., как «возникшая на пустоши Онцыфоровой». Название деревни произошло от имени человека – Онцыфора. Ученые считают, что основателем деревни был выходец из Новгорода – посадник Онцыфор, потомок героя Невской битвы Мишуты, с малой новгородской дружиной. В 1354 году Онцыфор снял с себя посадничество и бежал из Новгорода (причина побега неизвестна). Со своей дружиной он поселился на границе двух княжеств, близ современной деревни, где находилась «каза», или таможня. Более того: недалеко от реки Лихоца в лесу был найден камень, на котором выбит трезубец – символ Новгорода, который изображен и на гербе города.  
В 18 веке деревня была пожалована частному лицу, с тех пор у деревни было много хозяев – поручик Мягков Г.С., граф Воронцов И.И., тайный советник Позен М.И. и другие. Деревня быстро росла и в 1873 г. имела уже 192 двора, а в 1925 г. – свыше 200 дворов и 1137 жителей.

## Промыслы
Так как земли в гуслицком районе низкоплодородные - народ занимался в основном не земледелием, а различными промыслами.
Жители деревни занимались ручным ткачеством, используя лён, коноплю и хлопчатобумажную пряжу, которые доставлялись им из ближайших деревень, производили лекарственных травы на продажу в Москве, занимались кожевенным производством и скупкой рогов.
Однако были и другие ремесла, по которым Анциферово знали далеко за пределами Гуслиц и о которых до сих пор с гордостью говорят местные жители – это иконопись и литье.
Анциферово считается родоначальником иконописи в Запонорской волости. Этот промысел возник в 30-е годы 18 века. В те времена в деревне Анциферово данным промыслом было занято 10 хозяйств. Иконы из Анциферова пользовались популярность у крестьян-староверов, в Москве и других городах по всей России.
Не только иконы, но и меднолитейные кресты и складни прославили деревню Анциферово. Этот промысел, после перерыва с 70-х годов 20 века, возрожден в 21 веке местным литейщиком икон Андреем Игнашиным.
Однако в деревне Анциферово были и «тёмные» стороны: издревле поселение было известно как самое «фальшивомонетческое», а его жителей называли «сбирунами».

## Население
| 1926 | 2002 | 2006 | 2010 |
| ---- | ---- | ---- | ---- |
| 1185 | ↘345 | ↗351 | ↗451 |

## Инфраструктура
В деревне Анциферово есть электричество, вода и проведён газ, интернет (Ростелеком, Intronex), автозаправка Дорсервис-2.

Имеются продовольственные магазины: один принадлежит Куровскому потребительскому обществу, частный, Пятёрочка.
В 2010 г. в деревне Анциферово была открыта новая школа на 100 человек. Сейчас в ней обучаются 49 человек. В новом здании находятся современные учебные классы, библиотека, спортивные залы, мастерские и буфет. Содействие в строительстве оказал уроженец деревни, ранее Министр строительства Московской области (ныне — мэр г. Лыткарино) Евгений Серёгин. Директором школы является Шильникова Наталья Ивановна. 
Клуб деревни Анциферово был построен в 1967 году. В настоящее время в клубе проводятся все праздники и концерты. Заведующая ДК – Лавренёва Алла Александровна   

## Транспорт
Ближайшая ж/д станция – Подосинки, расположена в 2,5 км. от деревни.
Из деревни до ближайшего города – Куровское, можно добраться на автобусе №31 Куровское – Анциферово, который также делает остановку на ж/д станции.

## Вероисповедание
Во второй половине 17 века, после церковного раскола, на гуслицких территориях поселились крестьяне-староверы, которые основали здесь селения со своими промыслами и обычаями. До 1937 года в деревне был храм в котором позже была открыта школа.
Однако и по сей день Анциферово считается староверческой деревней. Храма в деревне так и не появилось, но жители деревни пожертвовали деньги на строительство 6-метрового креста из дуба, установленный в самом центре деревни. Сейчас в планах главы сельского поселения - Вячеслава Ивановича Овинникова, отстроить старообрядческий храм по старым проектам.

## Отдых
Любимым местом для отдыха как местных так и приезжих - является река Нерская, левый приток реки Москвы. 
В пешей доступности имеется 3 чистых озера по ранним названиям: за кладбище (где автозаправка через дорогу) , за магазин ( за лесопильным заводом), на колхозку (напротив школы).
Близ деревни Анциферово находится благоустроенный по программе "Родники Подмосковья" источник с очень чистой водой, известный во всей Московской области. По некоторым, не очень достоверным, данным, ранее он  был посвящён св. Георгию Победоносцу. В 2000-х годах на родник обратил внимание один православный священник, и, предположительно, чтобы избежать притязаний старообрядцев, освятил его в честь Царственных Мучеников. Рядом построили посвящённую им же часовню. В 2017 году, в день открытия родника после реконструкции, игумен Гуслицкого Спасо-Преображенского монастыря Серафим (Головин) снова освятил родник. Однако теперь не в честь Царственных Мучеников, а, вероятно, пытаясь возвратить его гипотетически изначальное посвящение - в честь св. Георгия Победоносца . Источник - излюбленное место молодожёнов, поляна около которого выступает в роли "поляны невест". Однако это не всегда воспринимается положительно из-за последствий пикников, оказывающих неблагоприятное воздействие на природу. Поляна оказывается постоянно замусоренной, а обилие лент на кронах деревьев угрожает их гибели.
Недалеко от деревни Анциферово находится оленеводческая ферма, которая привлекает большие потоки туристов. На ферме живут около десяти ручных, северных оленей, которых можно покормить с руки и погладить. Также - здесь организовывают мастер-классы  по запряганию оленей, после чего можно будет на оленьей тройке и прокатиться. На территории фермы находится яранга, где можно погреться и выпить чаю.

## Администрация
Всеми делами сельчан заведует Вячеслав Иванович Овинников – депутат Давыдовского сельского поселения от деревни Анциферово, выбранный сроком на 5 лет. Сам он живет в деревне с 1961 года, тут учился и рос. После армии переехал в Москву. Позже переехал обратно в деревню, где сейчас и живет с женой и сыном.
Раз в три месяца депутат проводит местные собрания, где обсуждаются насущные проблемы.

## Галерея
- Мемориал
- Школа
- Пруд
- Дом Культуры